# Orhan Ademi
Orhan Ademi (San Gallo, 28 ottobre 1991) è un calciatore svizzero, di ruolo attaccante.

## Carriera
Con l'Eintracht Braunschweig, nel 2013, ha ottenuto la promozione in massima serie, debuttando in Bundesliga nella stagione 2013-2014.